# Острів Колчака
О́стрів Ко́лчака (у 1937—2005 роках — о́стрів Расторгу́єва) — незаселений острів у Північному Льодовитому океані, що належить Росії.

## Розташування
Острів розташувався в Таймирській затоці Карського моря біля узбережжя Таймирського півострова на північ від півострова Льотчиків і затоки Зеєберга. Відділений від материка протокою Расторгуєва.

## Основні характеристики
Довжина острова близько 20 км, ширина — до 6 км. Найвища точка — 50 м.

## Історія назви
Острів відкрито 1901 року. Це зробила Російська полярна експедиція Академії наук під керівництвом Едуарда Толля. На пропозицію Толля острів назвали на честь гідрографа експедиції — лейтената Олександра Колчака, який згодом став адміралом і одним із вождів Білого руху.
1937 року острів Колчака перейменували на острів Расторгуєва — за назвою протоки, що омиває цей острів. Протоку Расторгуєва нанесли на карту одночасно з островом Колчака та назвали її на честь урядника Якутського козачого полку Степана Расторгуєва, який теж брав участь в експедиції Толля.
15 липня 2005 року постановою Уряду Росії острову повернули первісну назву, зваживши на ініціативу громадських організацій, підтриману Думою Таймирського (Долгано-Ненецького) автономного округу.